# Émile de Ribaupierre
Pour les articles homonymes, voir Ribaupierre.
 (mars 2025).
Émile de Ribaupierre, né le 27 mars 1887 à Clarens et mort le 29 décembre 1973 à Blonay, est un musicien, violoniste, chef d'orchestre et compositeur vaudois.

## Biographie
Émile de Ribaupierre appartient à une famille de musiciens de la Riviera vaudoise. Né le 27 mars 1887 à Clarens, il est attiré dès son plus jeune âge par la musique. Il fait ses études musicales au Conservatoire royal de Prague avec le pédagogue du violon Otokar Sevcik, à la Schola Cantorum de Paris avec Vincent d'Indy, et enfin en Angleterre et à Berlin avec Carl Flesch.
Émile de Ribaupierre est avant tout connu pour ses activités dans le domaine de la pédagogie musicale. En 1915, il fonde avec sa sœur Mathilde et son frère André l'Institut de Ribaupierre, qui ambitionne de donner un enseignement de la musique complet et vivant. Le succès est au rendez-vous, et la fratrie se retrouve pour orchestrer ce projet, qui voit pour un temps s'ouvrir des sections à Montreux, Aigle, Vevey et Château-d'Œx. En parallèle à l'Institut, Émile de Ribaupierre fonde l'orchestre de Ribaupierre en 1917. Cette démarche est liée à la quête d'identité de toute une jeunesse mélomane de Suisse romande, entraînée sur une voie nouvelle par ces artistes[réf. souhaitée]. Plusieurs musiciens romands et étrangers participent à ces concerts en tant que solistes et interprètes, dont Clara Haskil, Fritz Kreisler, Émile-Robert Blanchet, Yves Nat, Alfred Cortot, Georges Enesco, Jacques Thibaud, Ysabelle Bard et Hugues Cuénod. Ainsi, renonçant à une carrière de chef d'orchestre, Émile de Ribaupierre préfère former des musiciens et leur donner la possibilité de découvrir le répertoire symphonique.
Chef d'orchestre, pédagogue et compositeur, Émile de Ribaupierre s'installe à La Tour-de-Peilz. Il écrit des ouvrages pédagogiques et signe notamment les Airs montagnards, duo pour violon et alto, N'Amoun pour orchestre, et de la musique de chambre. Il meurt le 29 décembre 1973. Un fonds Émile de Ribaupierre a été créé à la Bibliothèque cantonale et universitaire de Lausanne.